# Rgielew
Rgielew – wieś w Polsce położona w województwie wielkopolskim, w powiecie kolskim, w gminie Kłodawa.
Wieś szlachecka Rgielewo położona była w drugiej połowie XVI wieku w powiecie łęczyckim województwa łęczyckiego. Od początku XIX w. własność Dominika Szamowskiego, po jego śmierci właścicielem został brat rodzony Alojzy Szamowski h. Prus I. W latach 1975–1998 miejscowość administracyjnie należała do województwa konińskiego.